# Wienhausen
Wienhausen är en kommun och ort i Landkreis Celle i förbundslandet Niedersachsen i Tyskland.
Kommunen ingår i kommunalförbundet Samtgemeinde Flotwedel tillsammans med ytterligare tre kommuner.